# Thomas Ignatius Maria Forster
Thomas Ignatius Maria Forster (Londra, 9 novembre 1789 – Bruxelles, 2 febbraio 1860) è stato un astronomo, naturalista e medico britannico.

## Biografia
Era figlio del naturalista britannico Thomas Furly Forster (1761-1825) e di Susanna Williams. Studio in un primo momento diritto e successivamente medicina. Nel 1819 si laureò in medicina all'università di Cambridge. Nel 1817 si sposò con Julia Beaufoy.
Fu membro della Società linneana di Londra e della Royal Astronomical Society. In seguito al passaggio di una cometa nel 1811, iniziò ad interessarsi a questo argomento, tanto da scoprirne una nel 1819; inoltre lavorò su un progetto di calendario perpetuo (1824).
Tra le sue pubblicazioni ricordiamo Researches about Atmospheric Phenomena (1812), Liber rerum naturalium (1805), Perpetual Calendar (1824), Recueil de ma vie (1835), Observations sur l'influence des comètes (1836), Sati (1843) ed Epistolarium Forsterianum.
Studiò l'influenza dell'atmosfera sulle malattie, in particolar modo sul colera.

## Elenco parziale delle pubblicazioni
- Observations of the natural history of the swallows : with a collateral statement of facts relative to their migration, and to their brumal torpidity : and a table of reference to authors : illustrated by figures of five species, engraved on wood, by Willis : to which is added, A general catalogue of British birds, with the provincial names for each, &c. &c. &c.[2] (London, 1817);
- Researches About Atmospheric Phenomena[1] (London, 1812, 1823);
- Observations sur l'influence des comètes (1836);
- Annales d'un Physicien Voyageur (Bruges, 1848).